# Ben Blanc
El riu Ben Blanc (Safed Ben, en anglès White Ben) o Ben Oriental és un riu del Panjab als districtes d'Hoshiarpur i Jalandhar. Se l'anomena Blanc o Oriental per distingir-lo d'un altre riu del mateix nom conegut com a Ben Negre o Occidental al districte de Kapurthala.
El Ben Blanc es forma per la confluència de torrents a les muntanyes Siwalik i per 55 km forma el límit entre els districtes d'Hoshiarpur i Jalandhar rebent nombrosos afluents; a Malakpur gira a l'oest i baixa per la plana fin a desaiguar al Sutlej a un 7 km damunt de la seva unió amb el Beas.

## Actualitat
Actualment no es troba informació sobre aquest riu amb el nom de Ben. Possiblement s'hagi canviat el nom a part del riu, ja que la creació de canals de reg i pous d'extracció arriba a anul·lar el cabal d'alguns corrents tradicionals. El riu que més s'apropa a la descripció de l'Imperial gazeetter of India és el Budda Dariya o Budda Nullah.